# اسماعیل مسافر
اسماعیل مسافر (زاده ۳۰ آبان ۱۳۷۶ در گنبد کاووس) بازیکن اهل ایران است وی سابقه عضویت در تیم ملی والیبال ایران را دارد .

## پیشینه
پست تخصصی اسماعیل مسافر در تیم ملی ایران دریافت کننده است. وی در مسابقات قهرمانی آسیا (۲۰۲۱) که با قهرمانی تیم ملی والیبال ایران به پایان رسید عضویت داشت.